# San Girolamo penitente (Filippo Lippi)
San Girolamo penitente è un'opera di Filippo Lippi, tempera su tavola (54x37 cm), conservata al Lindenau Museum di Altenburg e databile al 1439 circa.

## Storia
Il piccolo dipinto è documentato nelle collezioni medicee, in particolare nell'inventario di palazzo Medici redatto alla morte di Lorenzo il Magnifico nel 1492 e in quello della Guardaroba granducale di Cosimo I de' Medici, per questo è stato individuato come l'opera di cui Lippi rivendica il pagamento in una lettera a Piero de' Medici nel 1439. Si tratterebbe quindi della prima committenza certa del pittore da parte dei Medici.
La tavola è stata riconosciuta ed attribuita al Lippi dal 1897, e in modo unanime dagli anni trenta.

## Descrizione e stile
L'opera è una delle raffigurazioni più antiche di San Girolamo penitente ed  è divisa in due sezioni: nella parte alta san Girolamo in penitenza con la croce astile di legno, il sasso per percuotersi il petto e il leggio posato sulla roccia; nella parte bassa, in uno scarto cronologico, l'incontro del santo con il leone ferito da una spina nella zampa, scena trattata con particolare realismo soprattutto riguardo all'espressione della fiera inferocita.
Il paesaggio spoglio, spigoloso e inospitale fa da trait d'union tra i due eventi.